# Chikamir Gaflanov
Chikamir Gaflanov (en azerbaïdjanais: Şixamir Oruc oğlu Qaflanov) était un officier de l'armée azerbaïdjanaise, major servant dans les troupes internes de l'Azerbaïdjan. Il avait participé à la guerre du Haut-Karabakh de 2020, au cours de laquelle il avait été tué. Il avait reçu le titre de héros de la guerre patriotique pour son service pendant la guerre.

## Vie
Gaflanov est né le 7 décembre 1986 à  Zagatala. Gaflanov était marié et avait un enfant. Son surnom était "Əfsanəvi Rembo" (Rembo légendaire).

## Service militaire
De 2008 à 2010, il a étudié à l'École militaire des troupes internes, obtenant le grade militaire de lieutenant. Gaflanov a commencé sa carrière militaire en 2010 en tant qu'officier. Il était un membre majeur des forces spéciales des troupes internes d'Azerbaïdjan.
Chikhamir Gaflanov s'est battu pour la liberté de Jabrayil, Hadrout, Fizouli, Zangilan, Gubadli et Khojavend du 27 septembre au 19 octobre. Gaflanov a été tué le 19 octobre lors de la bataille de Khojavend. Il a été enterré dans la région de Zagatala.

## Prix
- Il a reçu la Médaille pour service distingué
- Médaille «Pour un service irréprochable»
- Gaflanov a reçu la médaille du "90e anniversaire des forces armées de l'Azerbaïdjan (1918–2008)" par décret du président azerbaïdjanais Ilham Aliyev.
- la médaille du «95e anniversaire des forces armées d'Azerbaïdjan (1918–2013)» par décret du président Aliyev.
- le titre de héros de la guerre patriotique le 9 décembre 2020, par décret du président Aliyev.
- la médaille «Pour la patrie» le 15 décembre 2020, par décret du président Aliyev[3].